# 于颖
于颖（1931年—），女，辽宁丹东人，中国舞蹈编导、演员，曾任中国舞蹈家协会理事。